# Horváth Imre (politikus, 1944)
Horváth Imre (Egyházasrádóc, 1944. június 28. – 2021. április 27.) határőr alezredes, politikus (MSZP), országgyűlési képviselő.

## Határőrként
1967-ben végzett a Szegedi Tanárképző Főiskola földrajz szakán és az Egyesített Tiszti Iskola határőr szakán. Ettől az évtől kezdve határőr hadnagyként szolgált a Budapesti Határőr Igazgatóságon. 1997-ben alezredesként vonult nyugdíjba.

## Nyugdíjasként
1998-ban a Testnevelési Egyetemen labdarúgó-edzői szakképesítést szerzett, majd 2000–2006 között portásként dolgozott az újpesti önkormányzat gazdasági intézményénél. 2006 őszén MSZP-s színekben önkormányzati képviselő lett, 2010-ben és 2014-ben is nyerni tudott egyéni választókerületében, Káposztásmegyeren. 2010-től az önkormányzat lakásügyi bizottságának elnöke volt. Az MSZP Újpest-Káposztásmegyeri szervezetének elnökségi tagja. Szabadidejében sportszervezéssel foglalkozott a Budapesti Labdarúgó Szövetségnél.

## Képviselőjelöltként
2014. szeptember 30-án Trippon Norbert, az MSZP újpesti elnöke bejelentette, hogy a párt Horváthot indítja a Kiss Péter halála miatti kiírt újpesti időközi országgyűlési képviselő-választáson. November 3-án a Magyar Nemzet a birtokába került dokumentum alapján megírta, hogy Horváth Imre határőr-parancsnokként 1984-ben öthónapos tanfolyamot végzett a Szovjetunióban. A határőr-alakulatok taktikai irányításáról és hadvezetési ismeretekről szóló továbbképzést a KGB (Állambiztonsági Bizottság) szervezte, mely akkor más feladatai mellett a határőrizetet is ellátta.
Horváth Imre az üggyel kapcsolatban kijelentette, hogy semmiféle jelentést nem kellett írnia, semmilyen titkosszolgálattal nem volt kapcsolata. Molnár Zsolt, a Parlament nemzetbiztonsági bizottságának szocialista elnöke ugyanígy nyilatkozott. Németh Szilárd, a bizottság fideszes alelnöke szerint biztonsági kockázatot jelentene a volt határőr képviselővé választása. Az Együtt és a DK bejelentette, hogy nem támogatja Horváth Imre képviselő-jelöltségét, de ellenjelölteket nem állítottak.
A november 23-i időközi választáson 33,89%-os részvétel mellett 13 338 szavazatot kapott, ami a leadott szavazatok 50,54%-a, ezzel bejutott Kiss Péter helyére az Országgyűlésbe.
2017. november 22-én Horváth Imre bejelentette, hogy kilép az MSZP-ből. Később Horváth Imre az Indexnek azt nyilatkozta, hogy nem lép be más pártba, hanem függetlenként indul a 2018-as országgyűlési választáson, Újpesten.
A 2018-as országgyűlési választáson Horváth Imre 2,35 százalék szavazatot kapott, ezzel kiesett a parlamentből, az újpesti képviselői helyet Varju László, a Demokratikus Koalíció országgyűlési képviselő-jelöltje nyerte meg.